# البنك الأردني الكويتي
البنك الأردني الكويتي بنك أردني تأسس في عمّان كأستثمار مشترك بين مستثمرين أردنيين وكويتيين ومستثمرين من الدول العربية الأخرى، عام 1976. ينتشر له 59 فرع في مختلف مناطق الأردن وله فرع في قبرص، كما كان له فروع في فلسطين.

## التأسيس
في عام 1976، ارتأت مجموعة من المستثمرين الأردنيين والكويتيين أن فكرة جلب رأسمال من بلد غني كالكويت واستثماره في بلد معروف بكفاءة وتطور القوى العاملة لديه، وتتوفر فيه المجالات والفرص الاستثمارية والتنموية كالأردن، فأن النجاح سيكون مؤكداً، هذا ما تم فعلاً، واليوم، يعتبر البنك الأردني الكويتي واحداً من المشاريع القليلة التي تم إنشاؤها بمساهمات عربية مشتركة وتمكنت من النجاح والاستمرار.
لقد تم زيادة رأسمال البنك على عدة مراحل، فمن 5 ملايين دينار عند التأسيس تم رفع رأس المال إلى 10 ملايين دينار مع نهاية عام 1994 إلى 20 مليون دينار خلال عام 1997 وإلى 25 مليون دينار خلال عام 2001 و31.250 مليون دينار خلال عام 2004 و40 مليون دينار في عام 2005 وإلى 75 مليون دينار في عام 2006والى 100 مليون دينار في عام 2007 على التوالي.
في 1 يوليو 2018، أعلن بنك القدس عن إندماج فروع البنك الأردني الكويتي في فلسطين ضمنه.